# Cryptanura basimacula
Cryptanura basimacula är en stekelart som först beskrevs av Cameron 1886.  Cryptanura basimacula ingår i släktet Cryptanura och familjen brokparasitsteklar. Inga underarter finns listade i Catalogue of Life.